# Don Cameron
Cet article possède un paronyme, voir Donald Cameron.
Pour les articles homonymes, voir Cameron.
Ne doit pas être confondu avec Lou Cameron ou Owen Cameron.
Don Cameron, né Donald Clough Cameron le 21 décembre 1905 ou 1906 ou encore 1909 selon une autre source à Detroit dans le Michigan aux États-Unis et mort le 17 novembre 1954 à New York, est un écrivain américain, auteur de roman policier et de plusieurs scénarios de comics.

## Biographie
Dans les années 1920, il devient reporter des affaires criminelles pour le compte du Detroit Free Press, puis travaille deux ans au Canada pour le Windsor Star de Windsor en Ontario. 
Au cours des années 1930, il s'installe à New York et devient écrivain, publiant des nouvelles, parfois signées du pseudonyme C. A. M. Donne, pour des pulps et rédigeant des scénarios pour des comics, notamment les séries mettant en vedette les super-héros Batman, Superman, Congo Bill, Superboy, Aquaman, et un grand nombre des scénarios pour la bande dessinée western consacrée aux exploits de Nighthawk. 
Entre 1939 et 1946, Donald Clough Cameron signe du pseudonyme Don Cameron six romans policiers, dont trois ont pour héros le jeune criminologue et détective Abelard Voss qui aime s'adonner à des réflexions philosophiques pendant ses enquêtes. Le sixième et dernier roman signé Don Cameron, White for a Shroud, traduit en français à la Série noire sous le titre Faits d’hiver en 1954, a pour héros le personnage d'Andrew Brant, l’unique journaliste d'un quotidien local, qui enquête sur une série de meurtres commis dans une bourgade américaine isolée du monde extérieur par une tempête de neige.
Donald Clough Cameron meurt d'un cancer en novembre 1954.

## Œuvre

### Romans

#### SérieAbelard Voss
- Murder's Coming (1939)
- Grave Without Grass (1940)
- And So He Had to Die (1941)

#### Autres romans
- Death at Her Elbow (1940)
- Dig Another Grave (1946)
- White for a Shroud (1947) Publié en français sous le titre Faits d’hiver, traduit par Bruno Martin, Paris, Gallimard, Série noire no 197, 1954

### Nouvelles

#### Signées Donald Clough Cameron
- Mood for Murder (1939)
- In the Dark (1940)
- Benjy Takes a Holiday (1944)
- Attar of Homicide (1944)

#### Signées C. A. M. Donne
- Isle of Ghouls (1935)
- Marriage for Murder (1937)
- Vengeance of the Severed Hands (1937)
- Judgment of the Ghost God (1937)
- A Bride for the General (1939)
- White Man’s Magic (1941)
- Rendezvous (1941)
- No More Raids (1941)